# リッチャーナ・ナルディ
リッチャーナ・ナルディ（伊: Licciana Nardi）は、イタリア共和国トスカーナ州マッサ＝カッラーラ県にある、人口約4,700人の基礎自治体（コムーネ）。

## 地理

### 位置・広がり

#### 隣接コムーネ
隣接するコムーネは以下の通り。括弧内のPRはパルマ県所属を示す。
- アウッラ
- バニョーネ
- コマーノ
- フィヴィッツァーノ
- モンキオ・デッレ・コルティ (PR)
- ポデンツァーナ
- トレザーナ
- ヴィッラフランカ・イン・ルニジャーナ

### 気候分類・地震分類
リッチャーナ・ナルディにおけるイタリアの気候分類 (it) および度日は、zona E, 2146 GGである。
また、イタリアの地震リスク階級 (it) では、zona 2 (sismicità media) に分類される。

## 行政

### 分離集落
リッチャーナ・ナルディには、以下の分離集落（フラツィオーネ）がある。
- Amola, Apella, Bastia, Cisigliana, Costamala, Panicale, Pontebosio, Tavernelle, Terrarossa, Varano